# Daggsalvia
Daggsalvia (Salvia farinacea) är en art i familjen kransblommiga växter. Arten förekommer naturligt i sydcentrala USA. Arten är flerårig, men odlas i Sverige som ettårig utplanteringsväxt.

## Sorter
Det har tagits fram ett flertal sorter för trädgårdsbruk. Några är:
- 'Augusta Duelberg' - är en kraftigväxande sort med vita blommor.
- 'Blue Bedder' - är en blåblommande sort som blir cirka 60 cm hög.
- 'Blue Victory'
- 'Cirrus' - har vita blommor och silverfärgat foder. Den blir cirka 30 cm hög.
- 'Evolution' - är en kompakt sort som inte blir högre än 30 cm. Blommorna är purpurvioletta.
- 'Henry Duelberg' - är en kraftigväxande sort med rent blå blommor.
- 'Midi'
- 'Mina'
- 'Rhea'
- 'Silver'
- 'Strata' - har blå blommor och silverfärgat foder.
- 'Victoria' - har djupt blå blommor.
- 'White Victory'

## Synonymer
Salvia earlei Wooton & Standley
Salvia farinacea var. latifolia Shinners